# Lijst van 3FM Megahits in 1998
Deze hits waren in 1998 3FM Megahit op Radio 3FM:
| Nr. | Week    | Artiest                           | Titel                                  | Hoogste positie in de Mega Top 100 |
| --- | ------- | --------------------------------- | -------------------------------------- | ---------------------------------- |
| 252 | Week 1  | Nilsson                           | Elastic Baby                           | 75                                 |
| 253 | Week 2  | Sweetbox                          | Everything's Gonna Be Alright          | 16                                 |
| 254 | Week 3  | Nina Simone                       | Ain't Got No, I Got Life               | 11                                 |
| 255 | Week 4  | De Kast                           | Woorden zonder woorden                 | 4                                  |
| 256 | Week 5  | Imani Coppola                     | Legend of a Cowgirl                    | 65                                 |
| 257 | Week 6  | Erykah Badu                       | Tyrone                                 | 19                                 |
| 258 | Week 7  | Usher                             | Nice & Slow                            | 20                                 |
| 259 | Week 8  | BLØF                              | Liefs uit Londen                       | 12                                 |
| 260 | Week 9  | Eagle-Eye Cherry                  | Save Tonight                           | 9                                  |
| 261 | Week 10 | Uncle Sam                         | I Don't Ever Want to See You Again     | 21                                 |
| 262 | Week 11 | Henk Westbroek                    | Loods me door de storm                 | 52                                 |
| 263 | Week 12 | Wyclef Jean                       | Gone till November                     | 15                                 |
| 264 | Week 13 | Ocean Colour Scene & P. P. Arnold | It's a Beautiful Thing                 | 75                                 |
| 265 | Week 14 | Run-D.M.C. & Jason Nevins         | (It's) Tricky                          | 34                                 |
| 266 | Week 15 | Total Touch                       | I'll Say Goodbye                       | 5                                  |
| 267 | Week 16 | Anouk                             | It's So Hard                           | 29                                 |
| 268 | Week 17 | Madonna                           | Ray of Light                           | 22                                 |
| 269 | Week 18 | Lenny Kravitz                     | If You Can't Say No                    | 52                                 |
| 270 | Week 19 | Busta Rhymes                      | Turn It Up / Fire It Up                | 3                                  |
| 271 | Week 20 | Billie Myers                      | Kiss the Rain                          | 53                                 |
| 272 | Week 21 | Los Umbrellos                     | No tengo dinero                        | 22                                 |
| 273 | Week 22 | Pras Michel, ODB & Mýa            | Ghetto Supastar (That Is What You Are) | 1(3wk)                             |
| 274 | Week 23 | Ilse DeLange                      | I'm Not So Tough                       | 35                                 |
| 275 | Week 24 | Puff Daddy & Jimmy Page           | Come with Me                           | 8                                  |
| 276 | Week 25 | Mousse T. & Hot 'n' Juicy         | Horny '98                              | 31                                 |
| 277 | Week 26 | Fatboy Slim                       | The Rockafeller Skank                  | 45                                 |
| 278 | Week 27 | Sparkle & R. Kelly                | Be Careful                             | 4                                  |
| 279 | Week 28 | Echobeatz                         | Mas que nada                           | 63                                 |
| 280 | Week 29 | The Mavericks                     | Dance the Night Away                   | 25                                 |
| 281 | Week 30 | Billie Myers                      | Tell Me                                | 52                                 |
| 282 | Week 31 | K-Ci & Jojo                       | Don't Rush (Take Love Slowly)          | 25                                 |
| 283 | Week 32 | Aerosmith                         | I Don't Want to Miss a Thing           | 3                                  |
| 284 | Week 33 | Freestylers & Navigator           | Ruffneck                               | 24                                 |
| 285 | Week 34 | Anouk                             | Sacrifice                              | 6                                  |
| 286 | Week 35 | Ilse DeLange                      | World of Hurt                          | 58                                 |
| 287 | Week 36 | Faithless                         | God Is a DJ                            | 3                                  |
| 288 | Week 37 | BLØF                              | Wat zou je doen?                       | 5                                  |
| 289 | Week 38 | Queen, Wyclef Jean, Pras & Free   | Another One Bites the Dust             | 21                                 |
| 290 | Week 39 | Lauryn Hill                       | Doo Wop (That Thing)                   | 4                                  |
| 291 | Week 40 | Alanis Morissette                 | Thank U                                | 8                                  |
| 292 | Week 41 | Marilyn Manson                    | The Dope Show                          | 63                                 |
| 293 | Week 42 | The Cardigans                     | My Favourite Game                      | 15                                 |
| 294 | Week 43 | Rialto                            | Monday Morning 5:19                    | 69                                 |
| 295 | Week 44 | Touch and Go                      | Would You...?                          | 16                                 |
| 296 | Week 45 | Barenaked Ladies                  | One Week                               | 79                                 |
| 297 | Week 46 | Dru Hill & Redman                 | How Deep Is Your Love                  | 6                                  |
| 298 | Week 47 | Air                               | All I Need                             | 23                                 |
| 299 | Week 48 | Monifah                           | Touch It                               | 24                                 |
| 300 | Week 49 | Jay-Z                             | Hard Knock Life (Ghetto Anthem)        | 6                                  |
| 301 | Week 50 | E'velyne                          | I Would                                | 67                                 |
| 302 | Week 51 | Extince                           | Viervoeters                            | 13                                 |
| 303 | Week 52 | Elvis Costello & Burt Bacharach   | This House Is Empty Now                | 51                                 |
| 304 | Week 53 | The Offspring                     | Pretty Fly (for a White Guy)           | 1(3wk)                             |

1993 · 
1994 ·
1995 · 
1996 ·
1997 ·
1998 ·
1999 ·
2000 ·
2001 ·
2002 ·
2003 ·
2004 ·
2005 ·
2006 ·
2007 ·
2008 ·
2009 ·
2010 ·
2011 ·
2012 ·
2013 ·
2014 ·
2015 ·
2016 ·
2017 ·
2018 ·
2019 ·
2020 ·
2021 ·
2022 ·
2023 ·
2024 ·
2025